# پایین ده (ساری)
پایین ده روستایی در دهستان چهاردانگه بخش چهاردانگه شهرستان ساری استان مازندران ایران است.

## جمعیت
بر پایه سرشماری عمومی نفوس و مسکن در سال ۱۳۹۵ جمعیت این روستا ۴۵ نفر (۱۸خانوار) بوده‌است.